# أدلكيس
أدلكيس (توفي 788) كان ابن ديسيديريوس وأمير لومبارديا في إيطاليا. بعد هزيمة والده على يد شارلمان في بافيا في 774، لجأ إلى بيزنطة.